# さんかく座アルファ星
さんかく座α星は、さんかく座で2番目に明るい恒星で3等星。

## 概要
黄白色の巨星を主星とする連星系である。近接連星に分類される分光連星で、主星と伴星との距離はわずか0.04auしかない。主星と伴星は共通重心を1.736日で公転しており、余りに速い公転速度によって主星の形は歪んだ楕円体となり、地球から見た形が変化する。この結果、ごくわずかな変光を示す楕円体状変光星となっている。

## 名称
学名は α Trianguli (略称は α Tri) 。固有名のモサラー (Mothallah) はアラビア語で「三角の頭」を意味する رأس المثلث ra’s al-muθallaθ の「三角」を意味する部分に由来する。2016年8月21日に国際天文学連合の恒星の命名に関するワーキンググループ (Working Group on Star Names, WGSN) によって Mothallah が固有名として正式に承認された。同じ語源に由来して、ラス・アル・ムサラー (Ras al Muthallah) 、メタラー (Metallah) などとも呼ばれていた。またこれらをラテン語化したカプト・トリアングリ (Caput Trianguli) という固有名でも呼ばれていた。